# Municipio de Locust Hill
El municipio de Locust Hill (en inglés: Locust Hill Township) es un municipio ubicado en el  condado de Caswell en el estado estadounidense de Carolina del Norte. En el año 2000 tenía una población de 2.419 habitantes.

## Geografía
El municipio de Locust Hill se encuentra ubicado en las coordenadas 36°23′33.76″N 79°29′30.09″O / 36.3927111, -79.4916917.